# Callyna figurans
Callyna figurans är en fjärilsart som beskrevs av Walker 1858. Callyna figurans ingår i släktet Callyna och familjen nattflyn. Inga underarter finns listade i Catalogue of Life.